# Houben (geslacht)
Houben is de naam van een Nederlands geslacht dat veel bestuurders leverde.

## Geschiedenis
De stamreeks begint met Arnoldus (Aerdt) Houben, volgens zijn grafsteen te Kessenich (thans: Belgisch Limburg) genaamd 'Hobrich van Lind' [Linne], op 8 januari 1660 koper van grond voor de bouw van Heranthous (Heerenhuis) te Kessenich waar hij in 1678 overleed. Zijn jongere broer Ruth was burgemeester van Linne (1659).
Stamreeks (vanaf ca 1612-) en genealogie (vanaf 1751) zijn opgenomen in het Nederland's Patriciaat 49 (1963) met heropname in delen 80 (1997) en 95 (2016/2017). 

## Bekende telgen
Peter Houben (ca. 1718-1778), burgemeester van de heerlijkheid Kessenich (1767) nadat de laatste vrijheer van Kessenich, Jean Philippe baron de Waes, tijdens de eendenjacht 
was overleden in Heranthous.
- Christianus Houben (1751-1798)
  - Joannes Franciscus (Francis) Houben (1792-1879), schepen van Kessenich (1830-1851), koos bij de afscheiding voor de Belgische nationaliteit maar bleef wonen in h. de Borcht te Stevensweert
    - Christianus Antonius (Christiaan) Houben (1824-1900), 40 jaar burgemeester, 23 jaar in Stevensweert (1860-1883) en 17 jaar in Venlo (1883-†), lid Provinciale Staten van Limburg (1873-1876 en 1892-†)
      - Ir. Gustave François Henri (Gustaaf) Houben (1882-1951), voorzitter Limburgsche R.K. Werkgevers Vereeniging en lid hoofdbestuur en dagelijks bestuur Algemeene R.K. Werkgeversvereeniging, president-commissaris NV Bronswerk Amersfoort, lid gemeenteraad van Baarn
        - Mr. Robert Jan Christian (Robert) Houben (1917-1995), rechter arrondissementsrechtbank Amsterdam

    - Henricus Marcellus (Henri) Houben (1827-1903), schepen en lid gemeenteraad te Kessenich (1854-1857), lid gemeenteraad en wethouder van Stevensweert (1884-†)
      - Christiaan Hendrik Marie Houben (1861-1936), pastoor te Broekom (Belg. Limburg), publicist op ascetisch, historisch en letterkundig gebied
      - Joannes Josephus Antonius (Jan) Houben (1864-1943), lid gemeenteraad van Waalwijk (1908-1918) en van Breda (1931-1935), rijksontvanger directe belastingen laatst. te Breda, voorzitter Centrale Raad Katholieke Sociale Actie in Nederland (KSA)
        - Mr. Joannes Josephus Antonius Hubertus (Jan) Houben (1893-1968), advocaat, rechter-plv. arrondissementsrechtbank Breda, lid-advocaat Hof van Discipline Utrecht, vice-voorzitter Roomsch-Katholieke Staatspartij 1931-1939
          - Mr. Joannes Maria (Jan) Houben (1924-2015), advocaat, rechter-plv. Breda, raadsheer-plv. Hof 's-Hertogenbosch, lid-adv. Hof v. Discipline Utrecht, lid Raad v. Arbitrage voor de bouw
          - Mr. Andreas Henricus Godefridus Maria (André) Houben (1930-1985), vice-voorzitter Raad van Beroep 's-Hertogenbosch, voorzitter Raad van Beroep Roermond, rechter-plv. arrondissementsrechtbank ald.
          - Antonius Franciscus Wilhelmus Houben (1933), lid gemeenteraad van Eindhoven
          - Prof. Dr. Petrus Philippus Joannes Amandus Maria Houben (1937), bijzonder hoogleraar toegepaste sociale gerontologie Vrije Universiteit Amsterdam

        - Dr. Henricus Marcellus (Henri) Houben (1895-1973), huisarts te Breda, initiatiefnemer en voorzitter revalidatiecentra Noord-Brabant, voorzitter Noord-Brabantse Witgele en Groene Kruis, oprichter en voorzitter Stichting 'Dagblad de Stem', lid arbitragecommissie Artsen Onderlinge
          - Mr. Henricus Marcellus (Henk) Houben (1925-2004), vicepresident arrondissementsrechtbank te Breda
          - Dr. Paulus Franciscus Maria (Paul) Houben (1931-2013), neuroloog, chef de clinique Academisch ziekenhuis St. Radboud Nijmegen en St. Anna ziekenhuis Geldrop

        - Mr. Dr. François Joseph Marie Anne Hubert (Frans) Houben (1898-1976), commissaris der Koningin in de provincie Limburg 1947-1963
          - Dr. Piet-Hein Houben (1931), ambassadeur 1977-, laatst. in Italië 1990-1995
            - Mr. Drs. Hiddo Carl Berend-Jan (Hiddo) Houben (1963), EU Brussel DG Handel, afd. hfd. USA/Canada, EU Delegation Washington hfd. econ. afd.,  EU Delegation Genève plv. permanent vertegenwoordiger bij de World Trade Organisation (WTO)
            - Prof. Dr. Aerdt Carl Frans Joseph Houben (1963), divisiedirecteur bij De Nederlandsche Bank en hoogleraar Universiteit van Amsterdam

          - Mr. Franciscus Joannes Marie (Frank) Houben (1939-2023), burgemeester van Luyksgestel, van Etten-Leur, commissaris van de Koningin in Noord-Brabant 1987-2003
          - Mr. Philippus Josephus Ignatius Maria (Philip) Houben (1941-2017), burgemeester van Haskerland, voorzitter Gewest Twente, burgemeester van Maastricht 1985-2002

      - Henricus Franciscus Josephus Houben (1870-1952), vice-consul van Frankrijk te Maastricht, letterkundige

    - Jacobus Hubertus Houben (1829-1904), burgemeester van Kessenich (1861-1864), van Ophoven (Belgisch Limburg) (1877-1884)

Geslachten die opgenomen zijn in het sinds 1910 verschijnende genealogische naslagwerk Nederland's Patriciaat. Lijst volgens opgave van het CBG Centrum voor familiegeschiedenis.
A · B · C · D · E · F · G · H · I · J · K · L · M · N · O · P · Q · R · S · T · U · V · W · Y · Z